# Sävare socken
Sävare socken i Västergötland ingick i Kinnefjärdings härad, uppgick 1969 i Lidköpings stad och området ingår sedan 1971 i Lidköpings kommun och motsvarar från 2016 Sävare distrikt.
Socknens areal är 28,64 kvadratkilometer varav 28,58 land. År 2000 fanns här 2 104 invånare. En del av tätorten Vinninga, tätorten Filsbäck samt sockenkyrkan Sävare kyrka ligger i socknen.

## Administrativ historik
Socknen har medeltida ursprung.
Vid kommunreformen 1862 övergick socknens ansvar för de kyrkliga frågorna till Sävare församling och för de borgerliga frågorna bildades Sävare landskommun. Landskommunen uppgick 1952 i Vinninga landskommun som 1969 uppgick i Lidköpings stad som 1971 ombildades till Lidköpings kommun. Församlingen utökades 2006.
1 januari 2016 inrättades distriktet Sävare, med samma omfattning som församlingen hade 1999/2000.  
Socknen har tillhört län, fögderier, tingslag och domsagor enligt vad som beskrivs i artikeln Kinnefjärdings härad. De indelta soldaterna tillhörde Västgöta-Dals regemente, Kållands kompani och Västgöta regemente, Livkompaniet.

## Geografi
Sävare socken ligger sydost om Lidköping och söder om Kinneviken, Vänern med Öredalsån i öster. Socknen är en odlad slättbygd med skog i söder och norr.

## Fornlämningar
Boplatser från stenåldern är funna. Från järnåldern finns flatmarksgravfält, stensättningar och domarringar.

## Namnet
Namnet skrevs 1361 Säuara och kommer från kyrkbyn. Efterleden innehåller troligen vara, 'höglänt markområde; stenig skogsbacke; grusmark'. Förleden innehåller sä(r), 'sjö' med syftning på Vänern.